# Joventuts Comunistes de Xile
Les Joventuts Comunistes (JJ.CC.) són l'ala juvenil del Partit Comunista de Xile. També coneguda informalment com «La Jota». Va ser fundada en 1932. Són militants de les JJCC joves d'entre 14 i 28 anys. Actualment les JJCC tenen expressió política a nivell nacional, a cada ciutat, comptant amb més de 8200 militants, els que la transformen en la joventut politica amb mes militants.

## Principis
Les Joventuts Comunistes de Xile són una àmplia organització política de joves, composta per treballadors manuals i intel·lectuals, pobladors, estudiants, esportistes i artistes. Són les Joventuts del Partit Comunista de Xile i actuen entre els joves aplicant i desenvolupant creadoramente la seva política, lluitant a per la vigència de la sobirania popular a Xile, pel seu alliberament polític, econòmica, social i cultural, per la democràcia i la seva expressió més plena, el socialisme i el comunisme.
Les Joventuts Comunistes es basen en idees científiques del socialisme sustentades en les concepcions de Marx, Friedrich Engels, Lenin, Recabarren i d'altres pensadors marxistes i progressistes de Xile, Amèrica Llatina i el món.
La «Jota» s'organitza per aportar des de diversos espais per generar canvis en la societat, el sistema polític i el model econòmic de Xile, des de coses petites que enforteixin les organitzacions, millorin les condicions de vida d'estudiants, treballadors i pobladors, fins a aquelles que els permetin disputar del poder polític

## Història

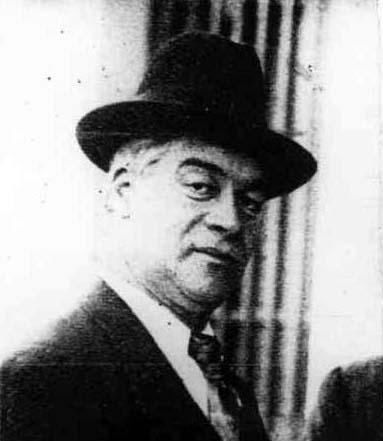
Les JJCC s'autodenominen «fills de Luis Emilio Recabarren» en al·lusió al precursor del moviment obrer i fundador del Partit Comunista de Xile.

El Partit Comunista de Xile, des del moment de la seva fundació ha desenvolupat un treball amb militància jove i cap a la joventut, per la qual cosa no és sorprenent que els antecedents de les actuals JJCC es remuntin una dècada a la seva fundació orgànica.
La creació de la incipient Federació Juvenil Comunista (FJC) en 1924, el desenvolupament d'un treball amb «pioners» (nens menors de 12 anys que reben formació a partir de principis comunistes), i la impressió de la revista «La Llamarada», són mostres que revelen el treball actiu del Partit Comunista en l'àmbit juvenil, treball que es veuria consolidat el 5 de setembre de 1932 amb la reunió que donaria formació a una orgànica nacional de la FJC, i que és reconeguda com la data de fundació de la «Jota».
Durant els anys que seguissin a la seva fundació, les JJCC van aportar de manera substantiva als diversos objectius desenvolupats pel conjunt dels comunistes xilens, sent en els anys 30 una de les principals forces polítiques encarregades de desenvolupar la lluita contra el feixisme i el nazisme a Xile, així com de desenvolupar una política d'aliances àmplia que va permetre la construcció de l'Aliança Libertadora de la Joventut (ALJ), expressió juvenil de la política de fronts populars desenvolupada pel PCCh i que acabaria en el triomf presidencial del radical Pedro Aguirre Cerda.
Després del triomf del Front Popular i d'acord amb el que venia desenvolupant el PCCh, la Jota va estar present l'ascens de les mobilitzacions sindicals i estudiantils, el major exemple de les quals van ser les mobilitzacions sindicals que acabarien en la Massacre de la Plaça Bulnes on moriria la militant de les JJCC Ramona Parra.
Les JJCC van encarar el període d'il·legalitat del PCCh provocat per l'anomenada Llei Maleïda, sempre buscant la més àmplia unitat que permetés detenir amb les polítiques antidemocràtiques de Gabriel González Videla.

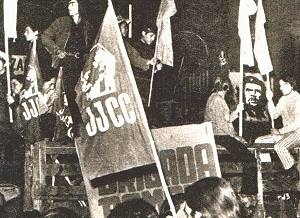
Les JJCC en manifestacions de suport al govern de Salvador Allende.

Després de la tornada a la legalitat i particularment després del V Congrés Nacional de les JJCC desenvolupat en 1965, la «Jota» va desenvolupar un treball polític de masses vital per a la construcció del que després fos el govern de la Unitat Popular. En aquests anys Les Joventuts Comunistes van contribuir al desenvolupament cultural i organizacional de la joventut xilena, estant presents al món del treball, contribuint a l'enfortiment dels sindicats i de la CUT; en l'àmbit estudiantil amb la presència en la FECH del comunista Alejandro Rojas i l'enfortiment de la FESES; en les lluites per habitatges dignes, expressades en les emblemàtiques Preses de Terreny; així com en les múltiples expressions de l'apogeu cultural juvenil en la Unitat Popular com l'enfortiment del segell Dicap (ícono de la nova cançó xilena) en la qual estaven presents els també militants comunistes Víctor Jara i Quilapayún.
Sense cap dubte el període que va des de 1970 fins a 1973, és el període de major creixement i influència tant del Partit Comunista com de la Joventut, creixement que seria directament proporcional al creixement del moviment popular que recolzés la gestió de Salvador Allende. Al VII Congrés Nacional de les Joventuts Comunistes, desenvolupat en 1972, s'estimava en més de 100.000 els militants d'organització juvenil.
Després del Cop d'estat de 1973 i la instal·lació del règim militar, les Joventuts Comunistes van ser una de les més actives organitzacions en la resistència, per restablir la democràcia. En els anys 80 van integrar les files del FPMR, i serien centenars els que caiguessin en la lluita contra la dictadura del General Augusto Pinochet, incloent direccions nacionals senceres.
Després del plebiscit de 1988 i el començament de la transició, la «Jota» igual que diversos partits i joventuts comunistes en món, va sofrir un període de crisi aparellat a la caiguda dels anomenats «socialismes reals» al món. No obstant això, el treball dels joves comunistes va començar a enfortir-se amb la reconstrucció del moviment estudiantil i poblacional, sent les JJCC la principal força política en gran part de les Universitats i Liceus del país en aquells anys.
La «Jota» ha estat una de les joventuts que majorment ha estat inserida dins de les diverses mobilitzacions socials que s'han desenvolupat al nostre país. Ha participat en els diversos aturs nacionals desenvolupats per la CUT a través del seu departament juvenil, ha estat present en les mobilitzacions en defensa del medi ambient desenvolupades aquests últims anys i va ser una força protagonista en el denominat «Pingüinazo» del 2006 i en les mobilitzacions educacionals del 2011 sent les figures més emblemàtiques d'aquesta mobilització, militants de les JJCC.
A l'octubre de 2011 es desenvolupa el XIII Congrés Nacional de les Joventuts Comunistes de Xile on es va triar un nou Comitè Central comandat per la expresidenta de la Federació d'Estudiants de la Universitat de Concepción Karol Cariola, i integrat a múltiples dirigents socials i estudiantils com els universitaris Camila Vallejo (Presidenta de la Federació d'Estudiants de la Universitat de Xile), Camilo Ballesteros (President de la Federació d'Estudiants de la Universitat de Santiago de Xile) i Camila Donato (presidenta de la Federació de la UMCE); el dirigent secundari Roberto Toledo (Vocero Nacional de la CONES); i dirigents lligats a l'art com el cantautor Gustavo "Lulo" Arias, entre d'altres.
En les eleccions municipals del 2012, les Joventuts Comunistes com a part de la llista Per un Xile Just van obtenir 7 regidors en tot Xile, part dels 102 regidors electes pel Partit Comunista de Xile. Actualment compten amb 2 diputades en exercici, després que en les parlamentàries del 2013 resultessin electes Camila Vallejo pel districte de La Florida i Karol Cariola pel districte d'Independència-Recoleta, els qui van postular dins del pacte Nova Majoria.

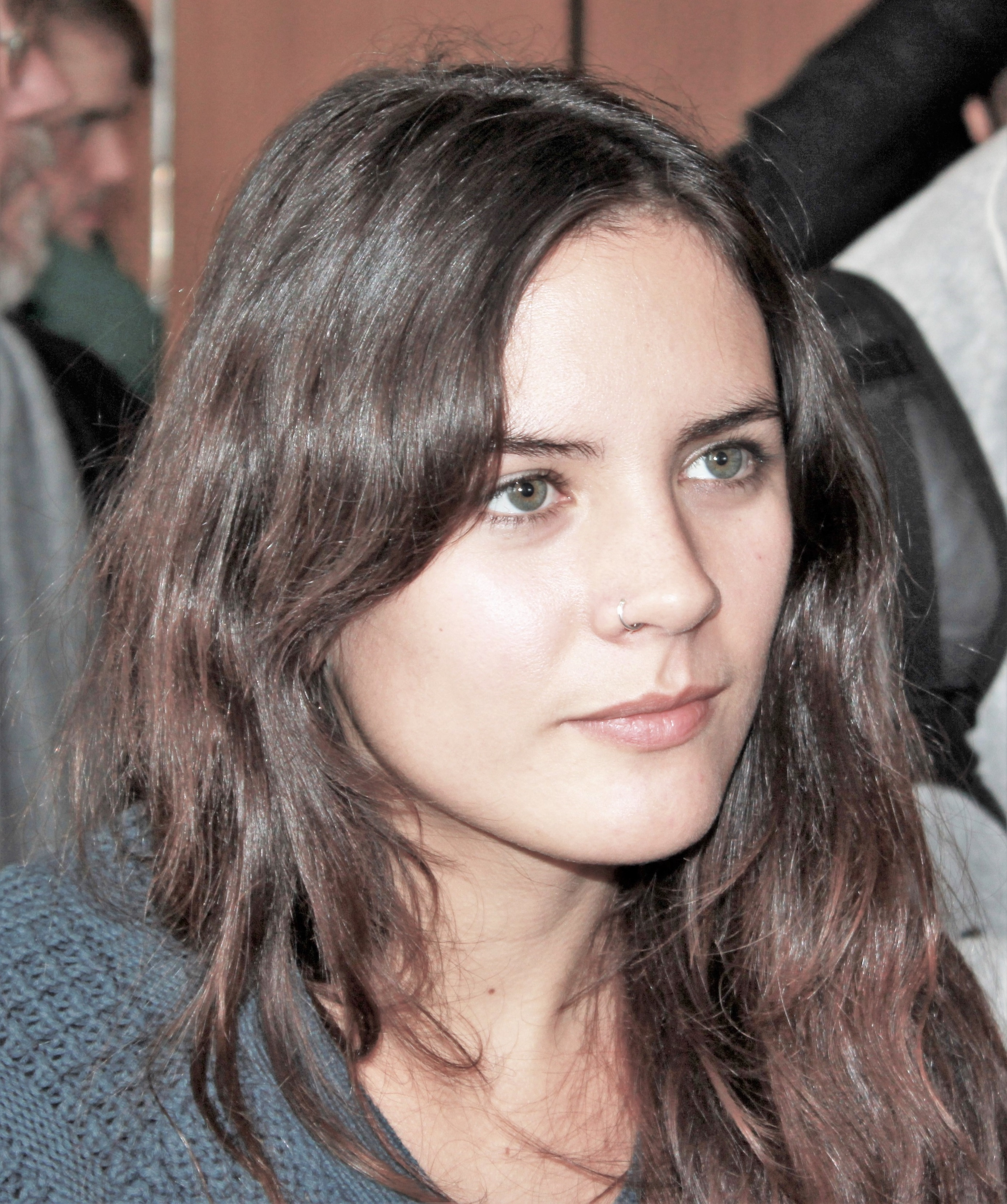
L'ex dirigent universitària i actual diputada Camila Vallejo és part del Comitè Central de les JJCC.

### Secretaris generals
- Ricardo Solari
- Luis Hernández Parker
- Ricardo Fonseca (1937-1940)
- Daniel Palma (1940-1947)
- Samuel Riquelme (1947-1949)
- Fernando Ortiz Letelier (1950-1952)
- Manuel Cantero (1952-1960)
- Mario Zamorano Donoso (1960-1965)
- Gladys Marín Millie (1965-1974)
- Jose Weibel (1974-1976)
- Carlos Contreras Maluje (1976)[5]
- Lautaro Carmona (1979-1989)
- Manuel Guzmán (1989-1991)
- Luis Salines (1991-1995)
- Guillermo Salines (1995-1998)
- Daniel Núñez (1998-2001)
- Sergio Sepúlveda (2001-2007)
- Oscar Aroca (2007-2011)
- Karol Cariola (2011-present)

## Funcionament

### Activitats
Les JJCC són una organització que es defineix com "un joventut política de masses", és a dir, com un espai polític que desenvolupa la seva política a través de diferents fronts de masses on es trobi la joventut organitzada.
Un dels seus principals espais d'acció són en les organitzacions d'estudiants de liceus i universitats, on condueixen múltiples Centres d'Estudiants i Federacions Secundàries, així com Federacions Universitàries. A través d'aquests organismes, les JJCC han participat en les diverses mobilitzacions educacionals després de la tornada a la democràcia.
Dins dels espais laborals, les JJCC té presència en sindicats amb majoritària participació juvenil, com els referents a l'àrea de serveis, call centers, el servei de retail; des d'on enforteixen el departament juvenil de la CUT.
A partir de la construcció del govern popular en funció de recompondre el teixit social desmembrat per la dictadura, el treball als espais territorials a través de Juntes Veïnals i organitzacions culturals, ha estat un dels pilars de la política dels «Jotosos». En això destaca el treball realitzat per les Brigades Ramona Parra (brigada muralista determinant de la identitat estètica per a l'esquerra xilena).
Les Joventuts Comunistes també han desenvolupat polítiques cap a demandes transversals per a la joventut xilena com les lluites mediambientals, de gènere i diversitats sexuals i referides al autocultiu de lamarihuana.

### Relació amb el partit
Segons els estatuts, les JJCC es defineixen com les Joventuts del Partit Comunista de Xile sent responsables davant la direcció nacional del PCCh. Encara que autònoms en la seva estructura, les JJCC comparteixen les mateixes visions programàtiques, construint el seu propi camí des de la joventut darrere de la construcció dels objectius estratègics elaborats pels Comunistes.

## Símbols
El color de les Joventuts Comunistes de Xile és l'amarant, sent també l'uniforme de les JJCC una camisa del mateix color amb doble butxaca superior i pinces sobre les espatlles.
En compartir la mateixa visió programàtica amb el Partit Comunista de Xile, la «Jota» també recull els símbols històrics del PCCh. La Falç i el Martell sobre els colors de la bandera xilena, així com l'himne dels treballadors «La Internacional» són símbols típics de les JJCC.
L'emblema de les Joventuts Comunistes és el perfil de dos joves de tots dos sexes sobre un copihue blanc simbolitzant la unitat de la joventut i el seu amor a la pàtria. Aquestes figures són de color groc-daurat, amb rivets negres, situats en un cercle dividit en dos, d'un color blau en la seva part superior i vermell en la inferior. A banda i banda del copihue se situa la sigla JJ.CC. en color groc-daurat. El cercle està envoltat per espigues de blat, les que sobre la punta de les espigues porta escrita la paraula XILE, la que serà de color groc i a la base, al centre d'ambdues, un petit estel vermell.

### Himne
«Himne de les Joventuts Comunistes de Xile» (Sergio Ortega)
Se oye ya, se oye ya el clamor:
¡Las Juventudes comunistas vienen ya!
Traen sus voces cantos de revolución.
En la voz del metal,
En el surco de los campos y el mar
Se ha forjado una promesa
Que la patria cumplirá.
Hay que despertar la historia
Por Chile y su libertad,
El ejemplo del caído nos impulsa a la unidad.
JJ.CC
Con la hoz y el martillo de pie.
Cambiaremos la noche por un rojo amanecer,
En el puño del obrero se levanta el porvenir.
JJ.CC
Por los pobres del mundo de pie.
Nuestras voces ya llegan hasta el último confín.
Agitemos en el viento las banderas de Lenin.
Se oye ya, se oye ya una canción:
Es la canción de nuestra ardiente juventud
Y por sus voces marcha la revolución.
Nuestra meta final
Recabarren, tu palabra será,
Acuñada por el pueblo 
Se agiganta tu verdad.
Con audacia cumpliremos,
Los humildes triunfarán.
Juventudes Comunistas
Por la patria hay que luchar.

## Militants destacats (passat i present)
- Alejandro Rojas, acadèmic, únic president electe per 3 vegades consecutives en la FECh entre 1970-1973.
- Ángel Parra, compositor, músic.
- Camila Vallejo, expresidenta de la FECh, dirigent de la Mobilització social del 2011 i actual Diputada del Partit Comunista de Xile 2014-2018.
- Camilo Ballesteros, estudiant, expresident FEUSACH i dirigent de la Mobilització social del 2011.
- Daniel Jadue, Alcalde de Recoleta 2012-2016.
- Diego Guzmán, Estudiant assassinat durant mobilització per l'educació gratuïta a Valparaíso
- Eduardo Carrasco, compositor i músic de Quilapayun, acadèmic i filòsof.
- Francisco Coloane, novel·lista
- Gladys Marin, exsecretària de les JJCC (1963-1973), presidenta i secretària general del Partit Comunista de Xile.
- Julieta Campusano, Senadora i activista pels drets de les dones.
- Karol Cariola, Diputada i actual Secretària General de les JJCC.
- Luis Corvalan, professor i secretari general del Partit Comunista de Xile.
- Marisol Prado, Primera presidenta de la FECh.
- Pablo Neruda, Poeta i premi nobel.
- Raul Pellegrin, Fundador i Comandant del FPMR.
- Ricardo Fonseca, ExSecretari General de les JJCC i del PC.
- Rodolfo Parada, Compositor i músic de Quilapayun.
- Sergio Ortega, Compositor i pianista.
- Sola Serra, Activista dels Drets Humans.
- Victor Jara, Director teatral, poeta i cantautor.
- Violeta Parra, Cantautora, poeta, folklorista i artista visual.
- Volodia Teitelboim, Advocat, escriptor i secretari general del PC